# Amt Monheim (Rhein-Wupper-Kreis)
Das Amt Monheim war ein Amt im Rhein-Wupper-Kreis in der preußischen Rheinprovinz und in Nordrhein-Westfalen. Es ging aus der Bürgermeisterei Monheim im Landkreis Solingen hervor.

## Bürgermeisterei Monheim

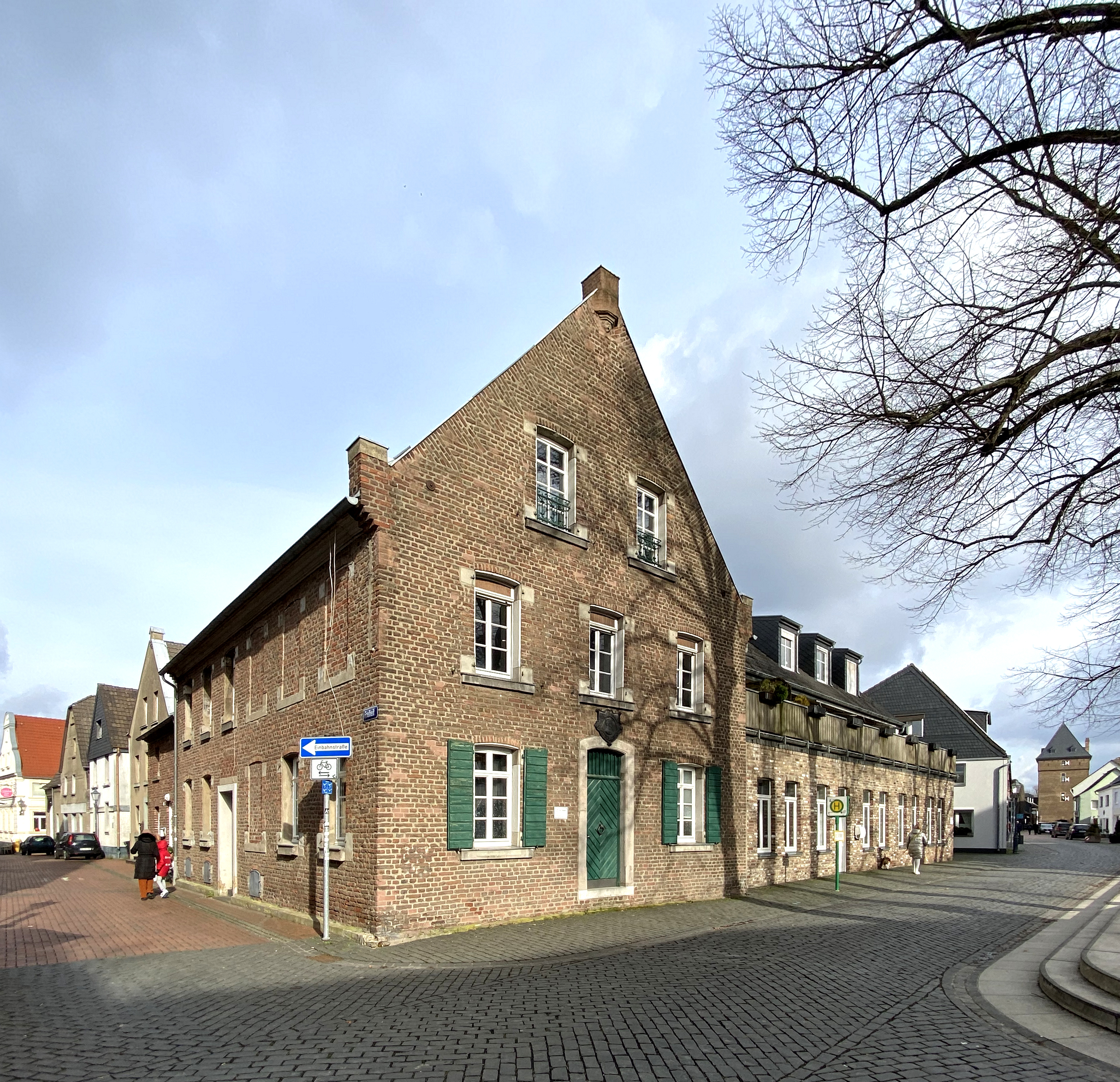
Ehemaliges Rathaus Monheim (1867–1938)

Bei Einführung von Verwaltungsstrukturen nach französischem Vorbild im Großherzogtum Berg wurde 1808 im Kanton Richrath des Arrondissements Düsseldorf im Département Rhein auch die Mairie (Bürgermeisterei) Monheim eingerichtet. Nachdem das Rheinland 1814 an Preußen gefallen war, wurde aus der Mairie die preußische Bürgermeisterei Monheim. Diese kam 1816 zum neuen Kreis Opladen, der 1819 im Kreis Solingen aufging. Die Bürgermeisterei Monheim umfasste zunächst die städtische Spezialgemeinde Hitdorf sowie die Gemeinden Baumberg, Monheim und Rheindorf. Die Bürgermeisterei Monheim wurde von 1814 bis 1851 in Personalunion vom Bürgermeister der benachbarten Bürgermeisterei Richrath verwaltet, so dass in dieser Zeit manchmal auch von einer Samtgemeinde Richrath-Monheim gesprochen wurde.
Hitdorf erhielt 1857 die Rheinische Städteordnung und bildete seitdem eine eigene Stadtbürgermeisterei.
Von 1867 bis 1938 diente ein Haus am jetzigen Alten Markt (Turmstraße 26, Ecke Freiheit) als Sitz des Monheimer Bürgermeisters.
Am 1. April 1897 schied auch Rheindorf aus der Bürgermeisterei Monheim aus und bildete eine eigene Bürgermeisterei, die in Personalunion vom Bürgermeister der Stadt Hitdorf mit verwaltet wurde.
Am Ende des Jahres 1927 wurde die Bezeichnung aller rheinischen Landbürgermeistereien in „Amt“ geändert. Die Bürgermeisterei Monheim hieß nun Amt Monheim.

## Amt Monheim
Durch das Gesetzes über die kommunale Neugliederung des rheinisch-westfälischen Industriegebietes wurde der Landkreis Solingen am 1. August 1929 mit dem Landkreis Lennep zum Landkreis Solingen-Lennep zusammengeschlossen, der 1931 in Rhein-Wupper-Kreis umbenannt wurde und zu dem nun auch das Amt Monheim mit den Gemeinden Baumberg und Monheim gehörte. 
Am 1. April 1939 kam auch die Stadt Hitdorf wieder zum Amt Monheim. Am 1. April 1951 wurde Baumberg in die Gemeinde Monheim eingegliedert. Am 1. September 1960 wurde schließlich die Stadt Hitdorf in die Gemeinde Monheim eingegliedert, womit das Amt Monheim erlosch. Im selben Jahr erhielt die Gemeinde Monheim das Stadtrecht.
Die Stadt Monheim (seit 1993 Monheim am Rhein) kam am 1. Januar 1975 zum Kreis Mettmann. Gleichzeitig wurde Hitdorf aus der Stadt Monheim in die Stadt Leverkusen umgegliedert.

## Einwohnerentwicklung
| Jahr | Umfang                             | Einwohner | Quelle |
| ---- | ---------------------------------- | --------- | ------ |
| 1816 | Monheim Baumberg Rheindorf Hitdorf | 3.809     | [ 13 ] |
| 1828 | Monheim Baumberg Rheindorf Hitdorf | 4.141     | [ 14 ] |
| 1871 | Monheim Baumberg Rheindorf         | 3.722     | [ 15 ] |
| 1885 | Monheim Baumberg Rheindorf         | 4.192     | [ 16 ] |
| 1895 | Monheim Baumberg Rheindorf         | 4.164     | [ 17 ] |
| 1905 | Monheim Baumberg                   | 3.279     | [ 18 ] |
| 1910 | Monheim Baumberg                   | 3.597     | [ 19 ] |
| 1933 | Monheim Baumberg                   | 4.525     | [ 20 ] |
| 1939 | Monheim Baumberg Hitdorf           | 7.850     | [ 20 ] |
| 1950 | Monheim Baumberg Hitdorf           | 9.733     | [ 21 ] |
| 1960 | Monheim Baumberg Hitdorf           | 13.692    | [ 22 ] |

## Bürgermeister
- 1852–187700Wilhelm Friesenkoten
- 1877–189600Theodor Grein
- 1897–192500Philipp Krischer
- 1926–193400Heinrich Schürholz
- 1934–194500Josef Grütering
- 1945–194600Hugo Goebel
- 1946–195100Peter Oebels
- 1951–195400Konrad Thelen
- 1956–196000Ferdinand Dicken

Ab 1928 Amtsbürgermeister